# هرچی تو بخوای (فیلم ۱۳۸۵)
هرچی تو بخوای فیلمی به کارگردانی محمد متوسلانی و نویسندگی خشایار الوند ساختهٔ سال ۱۳۸۸ است.

## بازیگران
- لادن مستوفی
- مجید صالحی
- ساعد هدایتی
- علی کاظمی
- بهمن دان
- سعید پیردوست
- زهره صفوی
- محمد ابهری
- ابراهیم‌آبادی
- شاپور کلهر
- داریوش سلیمی
- حسن شکوهی
- ملیکا ناظری